# Sidol (Metallpolitur)
Sidol (Eigenschreibweise SIDOL) ist eine Marke des Henkel-Konzerns. Sie bezeichnet eine flüssige Metallpolitur. Sidol wurde etwa 1903 im Deutschen Reich von der Chemischen Fabrik Siegel & Co. (Köln) auf den Markt gebracht und war nahezu ein Gattungsbegriff für Metallputzmittel in Deutschland. Während der Zeit der deutschen Spaltung wurde es im Westen von der Chemischen Fabrik Siegel & Co., ab 1969 von der Thompson-Siegel GmbH und ab 1971 von der Henkel & Cie. GmbH, im Osten von der VEB Wittol Lutherstadt Wittenberg produziert.